# Pauline Collins
Pauline Collins, née le 3 septembre 1940 à Exmouth (Devon), est une actrice britannique.

## Filmographie sélective

### Cinéma
- 1966 : Secrets of a Windmill Girl d'Arnold L. Miller : Pat Lord
- 1989 : Shirley Valentine de Lewis Gilbert : Shirley Valentine-Bradshaw
- 1992 : La Cité de la joie (City of Joy) de Roland Joffé : Joan Bethel
- 1995 : My Mother's Courage de Michael Verhoeven : Elsa Tabori
- 1997 : Paradise Road de Bruce Beresford : Daisy 'Margaret' Drummond
- 2000 : One Life Stand de May Miles Thomas : Karaoke Crowd
- 2002 : Mrs Caldicot's Cabbage War de Ian Sharp : Thelma Caldicot
- 2009 : Le Secret de Green Knowe de Julian Fellowes : Mrs. Tweedle
- 2010 : Vous allez rencontrer un bel et sombre inconnu (You Will Meet a Tall Dark Stranger) de Woody Allen : Cristal
- 2011 : Albert Nobbs de Rodrigo García : Margaret Baker
- 2012 : Quartet de Dustin Hoffman : Cissy Robson
- 2017 : The Time of Their Lives de Roger Goldby : Priscilla

### Télévision
- 1966 : Pardon the Expression : Miss Wainwright / Val
- 1967 : Doctor Who : The Faceless Ones : Samantha Briggs
- 1969 : The Liver Birds (série télévisée) : Dawn
- 1971 - 1973 : Maîtres et Valets (série télévisée) : Sarah
- 1974 - 1975 : No, honestly (série télévisée) : Clara Burrell-Danby
- 1979 : Thomas and Sarah (série télévisée) : Sarah Moffat
- 1985 : The Black Tower de Ronald Wilson : Maggie Hewson
- 1989 - 1992 : Forever Green (série télévisée) : Harriet Boult
- 1998 - 1999 : The Ambassador de Russell Lewis : Harriet Smith
- 2005 : Bleak House : Miss Flite
- 2006 : Doctor Who : Un loup-garou royal de Russell T Davies : La Reine Victoria
- 2010 : Merlin (épisode 9 saison 3) : Alice
- 2011 - 2012 : Mount Pleasant (en) : Sue